# Otto III. (Schwaben)
Otto von Schweinfurt, genannt der Weiße (* um 995; † 28. September 1057), war der Sohn des Hezilos, Markgraf im Nordgau, und der Gerberga von Henneberg und ab 1048 Herzog von Schwaben. Urkundlich Otto de Swinvurt, war er der erste der Schweinfurter Markgrafen, der sich nach dem ab 970 erbauten Stammsitz, der Markgrafenburg Schweinfurt nannte. Er war gleichzeitig auch der letzte im Mannesstamm der Schweinfurter.

## Leben
Aufgrund des von seinem Vater hinterlassenen Erbes, vor allem im Radenzgau und im Raum Schweinfurt, war Otto einer der mächtigsten Feudalherren in Ostfranken. Er war 1014 Graf an der unteren Altmühl (Kelsgau), 1024–1031 Markgraf im Nordgau, 1034 Graf an der unteren Naab. Er nahm an den Feldzügen gegen Böhmen (1040 Niederlage bei Cham), Ungarn und Polen teil und wurde 1048, nach dem Tod Herzog Ottos II. von Schwaben 1047, von König Heinrich III. zu dessen Nachfolger gemacht. Allerdings setzte er – als loyaler Gefolgsmann seines Königs – in den neun Jahren seiner Tätigkeit keine spürbaren Akzente. In der Schlacht bei Biwanka erlitt er eine Niederlage.
Otto verlobte sich im Auftrag Heinrichs 1035 mit Mathilde, einer Tochter des polnischen Königs Boleslaw Chrobry aus dessen vierter Ehe mit Oda. Die Ehe kam aber nicht zustande, da die Verlobung im Jahr darauf wieder gelöst wurde. Stattdessen heiratete er – wieder aus reichspolitischen Gründen – Irmingard, † 1078 vor 29. April, eine Tochter des Markgrafen Ulrich Manfred von Turin (Manfred von Susa) aus der Familie der Arduine und der Berta degli Obertenghi, womit die Verbindungen der nördlichen und südlichen Reichsteile gestärkt werden sollte.

## Nachkommen
Otto und Irmingard hatten fünf Töchter:
- Berta (Alberada) († 1. Januar 1103), ⚭ (1) Hermann II. († um 1074), Graf von Kastl, ⚭ (2) Friedrich I. († 1103), Graf von Kastl;
- Gisela († 22. Februar ??), Erbin der Güter um Kulmbach und Plassenburg, ⚭ Arnold († 1098) Graf von Dießen;
- Judith († 1104), ⚭ (1) Konrad I. († 1055), Herzog von Bayern (Ezzonen), ⚭ (2) Botho (* 1027/28; † 1. März 1104), Graf von Pottenstein, (Aribonen);
- Eilika, Äbtissin von Niedermünster in Regensburg;
- Beatrix (* um 1040, † 1104), Erbin von Schweinfurt ⚭ Heinrich II. († um 1087/89), Graf von Hildrizhausen, Markgraf auf dem Nordgau (Sohn: Eberhard I. von Hildrizhausen).

Otto von Schweinfurt wurde in Schweinfurt beerdigt, sein oberfränkischen Güter fielen an seine Frau Irmingard und seine drei Töchter Berta und Gisela. Gisela erhielt insbesondere Besitzungen um Kulmbach und Bayreuth. Berta erhielt die Burg Banz mit Gütern zwischen Main und Ätz, die Schweinfurter Besitzungen und Creussen. Da sie ohne leibliche Erben war, gründete sie die Klöster Heidingsfeld und Banz, Heidingsfeld als Schenkung an das Bistum Würzburg und Banz an das Bistum Bamberg. Creussen fiel an die Grafen Kastl, die das Kloster Kastl stifteten. Später erwarben Gisela und Arnold die Güter bei Banz. Irmingard heiratete in zweiter Ehe 1058 Graf Ekbert I. von Braunschweig († 1068), Markgraf von Meißen (Brunonen).  Ihre Güter Giech und Lichtenfels gingen später auch an die Andechser. Mit dem Tod Ottos begann der politische Aufstieg von Rudolf von Rheinfelden als nachfolgendem Herzog von Schwaben, dem späteren Gegenkönig zu Heinrich IV.